# جنب

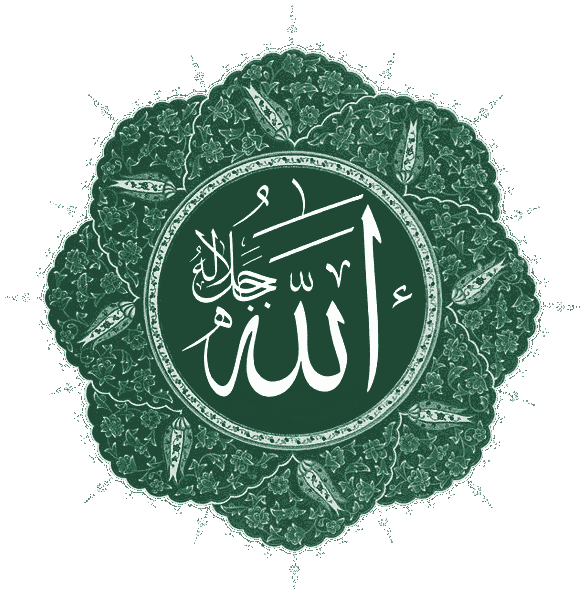

الجُنب هو مصطلح إسلامي يُوصف به الشخص الذي وجب عليه الغسل بالجماع أو خروج المني. أي من جامع ولو لم ينزل منياً، أو أنزل منياً ولو لم يجامع، ويستوي في هذا المرأة والرجل. الجُنب من مُبطلات الصلاة.

## تعريف الجنابة
الجنابة لغةً: البُعد.
الجنابة اصطلاحًا: إنزال المني، أو التقاء الختانين، وسميت به لكونها سببًا لتجنب الصلاة شرعًا.
فيَكون: بنزول المني أو بالتقاء الختانين ولو من غير إنزال: كتغييب الحشفة في الفرج قبلًا أو دُبرًا. ولو كان غير بالغٍ ولا عاقل (مذهب الشافعية والحنابلة) فلا يشترط أن يكون مكلفًا.
وشدد أئمة الحنفية على أنه يجب الغسل إن رأى بللًا ظنه منيًا بعد إفاقته من سكر أو إغماء. ويتوجب عندهم الغسل أيضًا لمن كان يغتسل وبعد انتهاءه خرج مني منه.

## الفرق بين الحدث الأكبر والجنابة
يشمل الحدث الأكبر كلًا من:
1. الجنابة.
2. النفاس.
3. الحيض.

## استثناءات
تستثنى من حالات وجوب الغسل من خروج المني بعض الحالات، والتي تختلف باختلاف الفقهاء:
1. عند الشافعية: إن خرج المني من غير شهوة ومن غير طريقه المعتاد، ولمرضٍ ما فلا يجب الغسل عند الشافعية، لكنه يجب في حال خروجه من غير شهوة مع سببٍ آخر، كأن يخرج بحمل حملٍ ثقيل، أو كسرٍ للظهر أو برد.
2. عند الحنابلة: إن خرج المني من غير شهوة (كأن يخرج لمرضٍ ما، أو لبردٍ أو كسر ظهر) من شخصٍ مستيقظ (لا نائمٍ ولا مغمىً عليه) عاقل (ليس بمجنونٍ ولا سكران) لم يجب عليه الغسل.
3. عند الحنفية: يجب الغسل عندما يخرج بشهوة ومتدفقًا، سواءً عند الرجل أو المرأة.

ويشترط خروج المني من الصلب ليتوجب عليه الغسل حسب اتفاق أئمة الحنفية، فإن احتلم ووجد اللذة ولم ينزل منه شيء، ثم توضئ وصلى، وبعد الصلاة نزل المني فلا يعيد الصلاة، إنما يعتبر حدثه حصل عند الخروج من الصلب، فيغتسل بعد الخروج فقط.

## مكروهات للجنب
يكره للجنب النوم دون وضوء: وذلك بخلاف الأكل والشرب، فلا يكرهان إنما يستحب له فيما الوضوء قبلهما.
ودليل كراهة النوم دون وضوء حديث ابن عمر أن عمر قال: «يا رسول الله، أيرقد أحدنا، وهو جنب؟» قال: ((نعم، إذا توضأ فليرقد)).
وكذلك حديث عن عائشة رضي الله عنها أنها قالت: «كانَ رسولُ اللَّهِ صلَّى اللهُ علَيهِ وسلَّمَ إذا أرادَ أن ينامَ، وَهوَ جنبٌ، تَوضَّأَ».

## محرمات على الجنب
1. الصلاة: ودليل ذلك قوله تعالى ((وإن كُنتم جنبًا فاطهروا)) [المائدة: 6].
2. الطواف حول الكعبة: ودليل ذلك قوله صلى الله عليه وسلم: ((إنما الطواف بالبيت صلاة، فإذا طفتم فأقلوا الكلام)).[9]
3. مس المصحف: ودليل ذلك قوله تعالى: ﴿لَا يَمَسُّهُ إِلَّا الْمُطَهَّرُونَ ۝٧٩﴾ [الواقعة:79]. وقوله ﷺ: ((لا يمس القرآن إلا طاهر)).[10]
4. تلاوة القرآن: قراءة أكثر من آية لا تجوز بالإجماع، فذلك عند الحنفية والشافعية والمالكية والحنابلة.[11] ومن الأدلة على ذلك قول النبي ﷺ: ((لا تقرأ الحائض ولا الجنب شيئًا من القرآن)).[12] إلا أنَّه حديث ضعيف.[13] وأحاديث أخرى في عدم قراءة القرآن للجنب (مثل حديث: «هكذا لمن ليس بجنب، فأما الجُنب فلا، ولا آية»). وتختلف المذاهب في مقداره، فبعضهم أجاز الآية، وبعضهم لم يجز قراءة الآية فما دونها إذا كان بقصد التلاوة. لكن إن لم تقصد التلاوة (كأن قالت «بسم الله» للتبرك بالعمل أو ما شابه) فلا بأس به عندهم. وهذا قول الحنفية[14]، والشافعية[15]، وهو أحد الروايات عن أحمد.[16] واستدلوا بذلك على الحديث السابق ذكره ((لا تقرأ الحائض ولا الجنب شيئًا من القرآن))، بأن النبي ﷺ لم يحدد المقدار.
5. الاعتكاف في المسجد: فلا يجوز المكوث في المسجد للجنب، وأيضًا لا يجوز دخوله مطلقاً ولو عبوراً أو مجتازاً عند الحنفية والمالكية، لما أخرجه أبو داود وغيره عن عائشة، قالت: «جاء رسول الله صلّى الله عليه وسلم، وبيوت الصحابة شارعة في المسجد، فقال: ((وجهوا هذه البيوت عن المسجد، فإني لا أحل المسجد لحائض ولا جنب))».[17]